# Поляки Латвії

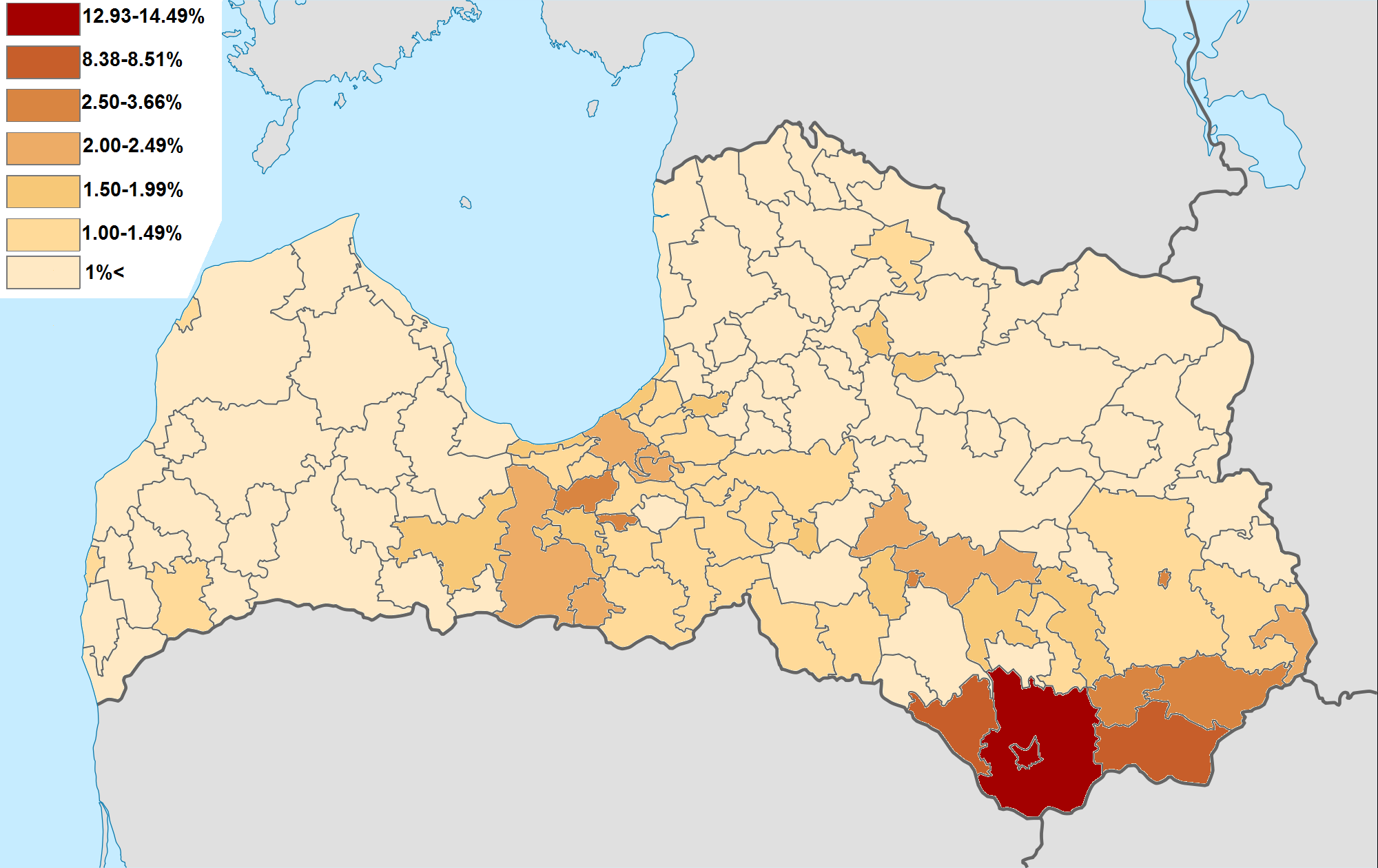
Відсотковий склад поляків у районах Латвії та містах республіки (2010)

Поляки Латвії — одна з історичних національних меншин Латвії. Більшість польського населення проживає в містах Даугавпілс (10 064 осіб, 12,8%), Ризі (10 068 осіб, 1,7%) і Єлгаві (876 осіб, 1,6%), а також у регіонах Аугшдаугавського краю (2533 осіб, 10,2%) і Краславського краю (1096 осіб, 5,4%).
Предки латвійських поляків почали переселятися до Латвії з Речі Посполитої з XVII століття. До початку XX століття часто було важко точно визначити етнічну належність окремих осіб — чи були вони поляками, чи литовцями. За даними перепису населення 1897 року поляки (65 056 осіб) становили 3,4% від загальної чисельності населення. Приблизно половина з них жила у колишньому польському адміністративному центрі Лівонії — Даугавпілсі та в сільській місцевості Латгалії, інші — в Ілукстському повіті (11 380 осіб), Ризі (13 415 осіб), Лієпаї (6015 осіб).
За тогочасною статистикою, серед латвійських поляків був високий відсоток шляхти (латгальська шляхта), однак більшість з них не займала високого соціального становища. Їх об'єднувала належність до католицької церкви. Через індустріалізацію до Першої світової війни частка поляків у великих містах Латвії зросла, але після війни, в незалежній Латвійській Республіці, знову зменшилася. Поляки становили близько 3% населення, але їхні представники активно брали участь у політичному житті (депутати Латвійського польського союзу були в усіх міжвоєнних Сеймах) та громадській діяльності. Діяли польські школи та товариства.
Після Другої світової війни латвійські поляки були позбавлені своїх навчальних закладів і зазнали інтенсивної асиміляції.
Найактивніша частина польської громади рішуче підтримала боротьбу латвійського народу за відновлення незалежності та повністю інтегрувалася в політичне, громадське і культурне життя країни, водночас активно розвиваючи польське національне життя (школи, товариства).

## Зміни чисельності поляків у Латвії (1897—2023) за даними переписів[1]
| Заявлена національність | 1897   | 1920   | 1925   | 1930   | 1935   | 1959   | 1970   | 1979   | 1989   | 2000   | 2011   | 2023   |
| ----------------------- | ------ | ------ | ------ | ------ | ------ | ------ | ------ | ------ | ------ | ------ | ------ | ------ |
| Поляки                  | 65 088 | 52 244 | 51 143 | 59 374 | 48 949 | 59 774 | 63 045 | 62 690 | 60 416 | 59 505 | 44 772 | 39 939 |